# Twee emmertjes water halen

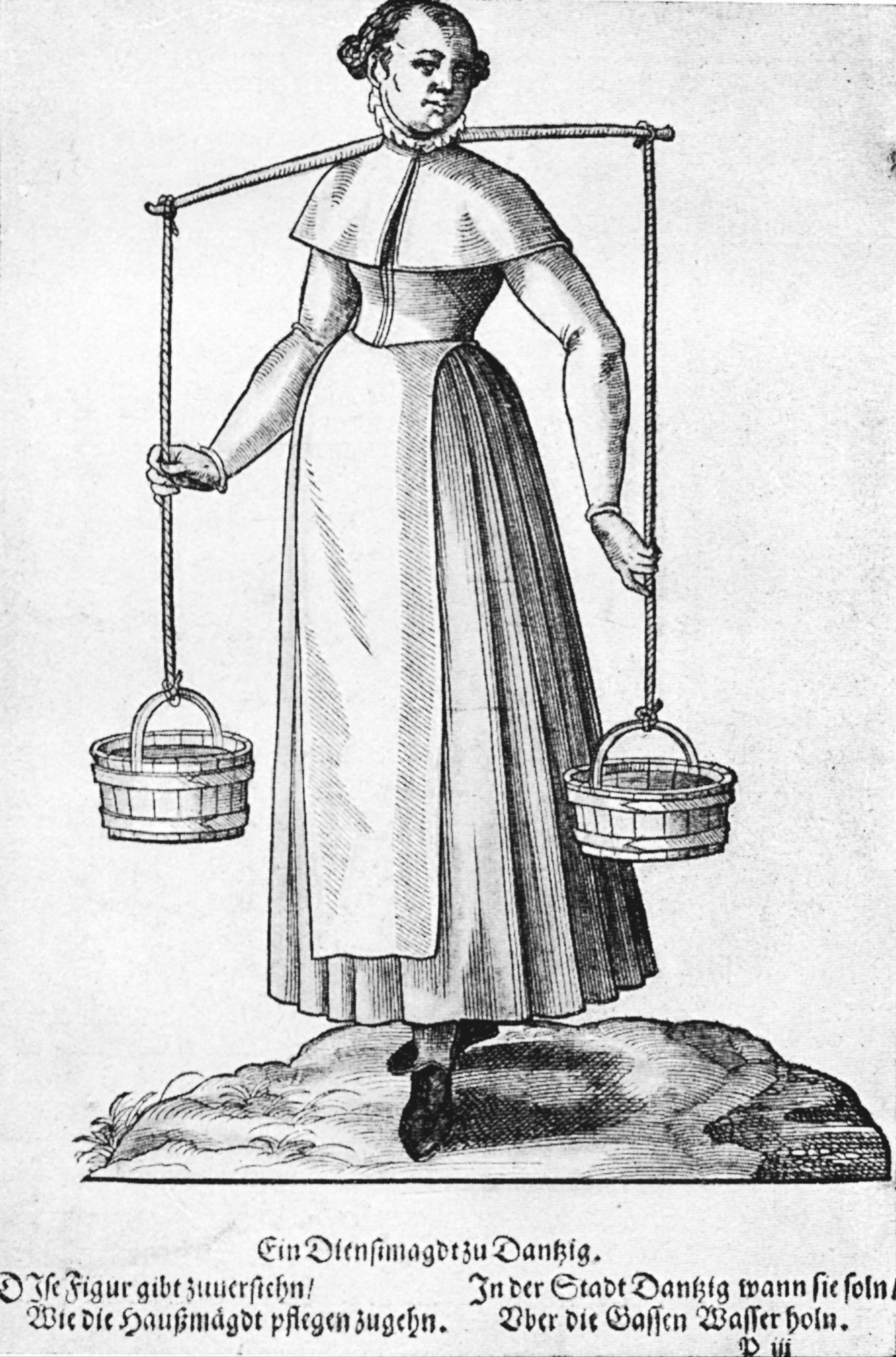
Poolse dienstmaagd met juk en twee emmers water

Twee emmertjes water halen is een traditioneel Nederlands kinderliedje. Het is een dansliedje (reidans of rondedans), een kringspel of spellied.

## Oudste vindplaatsen van het liedje
De oudste bron met dit liedje in de Nederlandse Liederenbank van het Meertens Instituut is de handschriftencollectie van het Bureau van het Nederlandse Volkseigen, die is verzameld rond 1850. Als incipit wordt daar vermeld: 'Mietje ging eens water halen / Mietje ging eens pompen'. Als toelichting wordt gegeven dat het gaat om een reidans. De Handschriftencollectie van G.J. Boekenoogen, verzameld in de periode 1891-1930, geeft 42 treffers van dit liedje. Hij vermeldt onder meer varianten als 'Twee mannetjes water halen / twee mannetjes pompen ' en 'Van je ras, ras, ras / Dans maar vroolijk door de plas'.
Het oudste liedboekje waarin het liedje is afgedrukt, is Nederlandsche baker- en kinderrijmen, verzameld door J. van Vloten (1871; 4e druk 1894). Dit liedboekje heeft twee varianten opgenomen: 'Twee emmertjes water halen, / Twee emmertjes pompen' en 'Twee mannetjes waterhalen, / Twee mannetjes pompen'.
Verschillende liedboekjes vermelden een dans of spelletje bij dit liedje, zoals de collectie Bakker (verzameld rond 1900) 'reidans'; de collectie Donders (verzameld rond 1923) 'rondedans'; het liedboekje Zing mee! van L. Hiel (ca. 1941) 'poortspel'; de opname van het radioprogramma Onder de groene linde (1959) 'kringspel'; en het liedboekje Een mandje vol amandelen van W. J. Stam-van der Staay (1963) 'spellied'.

### Ouderdom liedje
Dat de oudste vindplaatsen teruggaan tot de negentiende eeuw, wil niet zeggen dat het liedje uit deze periode stamt. In de negentiende eeuw werden, onder invloed van de Romantiek, veel volksliedjes verzameld en uitgegeven. Het liedje kan echter veel ouder zijn en in de orale traditie enige tijd zijn doorgegeven, voordat het voor het eerst werd opgetekend.

## Tekst
Volksliedjes kennen, door hun mondelijke overlevering, vaak vele (regionale) varianten in zowel tekst als melodie. De hedendaagse tekst van het liedje luidt gewoonlijk als volgt (zie varianten onder deze liedtekst):

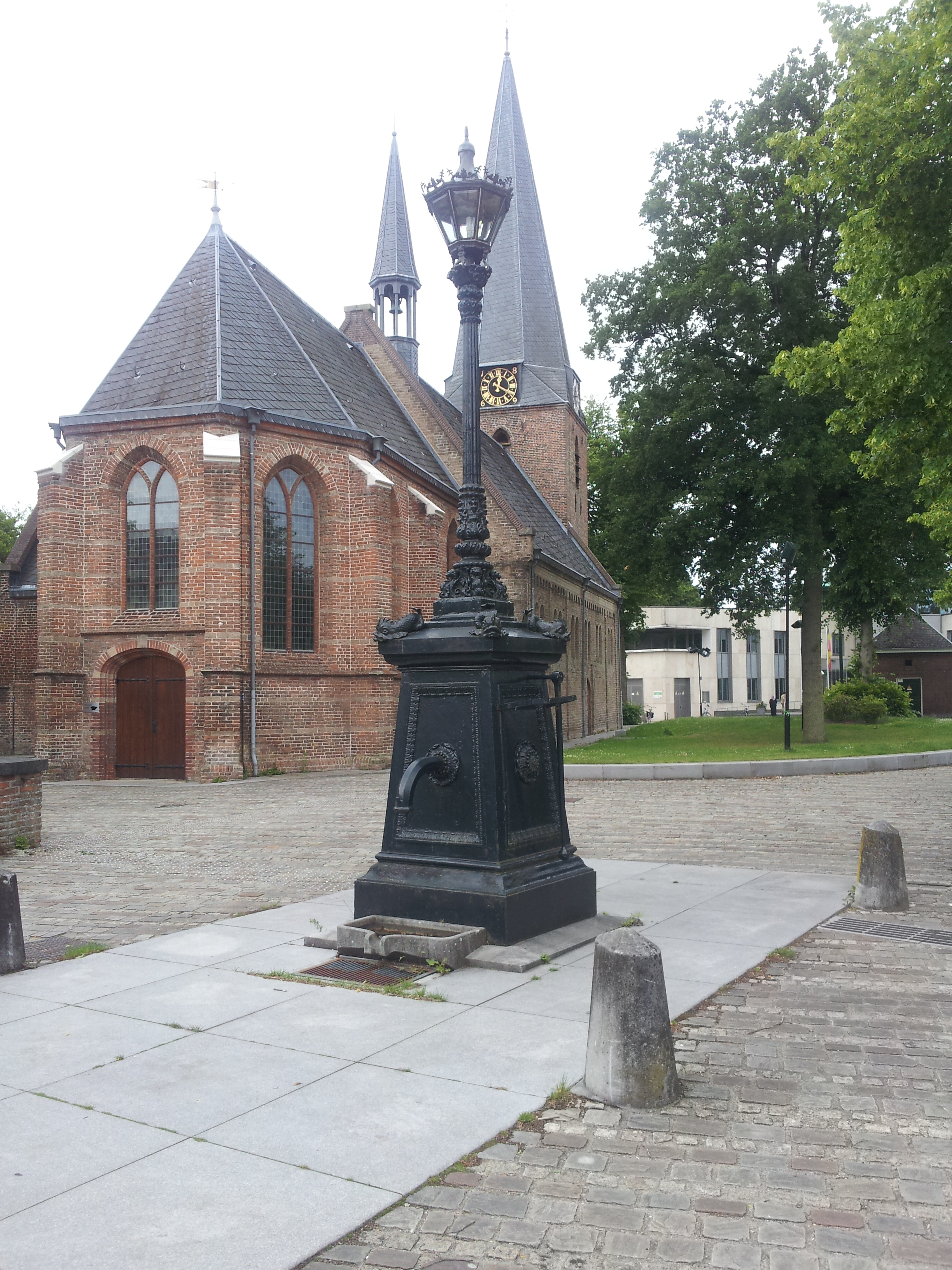
Dorpspomp.

Twee emmertjes water halen
Twee emmertjes pompen
Meisjes op de klompen
Jongens op een houten been
Rij maar door mijn straatje heen.
Van je ras, ras, ras
Rijdt de koning door de plas.
Van je voort, voort, voort
Rijdt de koning door de poort.
Van je erk, erk, erk
Rijdt de koning door de kerk.
Van je één, twee, drie!

### Varianten
Zoals gebruikelijk bij volksliedjes, bestaan er ook van dit lied tekstvarianten.
Bijvoorbeeld bij regel 4 wordt ook wel 'Meisjes op een houten been' gezongen. Bij regel 5 wordt ook wel 'het poortje' gezongen.
Van het tweede couplet is een variant bekend:
Van je ras, ras ras
Rijdt de koning door de plas.
Van je erk, erk, erk
Rijdt de koning door de kerk.
Van je ie, ie, ie
Rijdt de koning op je knie.
Van je één, twee, drie!

### Toelichting tekst
Teksten van dansliedjes verwijzen vaak naar de bijbehorende dans en de danspassen. Bijvoorbeeld 'door een straatje heen': de dansers staan in twee rijen, waar een paar tussendoor danst; en 'door een poortje' dansen (vind je met name in kinderliedjes): hierbij dansen kinderen onder de omhooggestoken armen van andere kinderen door.
Regel 4: een houten been is een stelt (een stok met een dwarshout waar je je voet op kunt zetten, die gebruikt werd bij kinderspelletjes).
Het begin van de tekst verwijst naar de dorpspomp, in de tweede strofe verwijzen de plassen water op de grond opnieuw hiernaar. Bij dorpspompen was vroeger vaak een wasgelegenheid, wat de volwassenen tijd gaf om nieuwtjes uit te wisselen en kinderen om dansjes en spelletjes te doen rond de pomp (tollen, steltlopen, liedjes zingen, rondedansjes).

## Dansje bij dit liedje
Bij het dansje staan de kinderen in twee rijen tegenover elkaar. Hierdoor ontstaat er een 'straatje' (waarvan sprake is in regel 5) waar steeds een stel kinderen doorheen kan dansen.

## In populaire cultuur
- Drs. P verwijst naar Twee emmertjes water halen in het lied Johannes de Doper. Alle rijmwoorden op "-as" in het refrein van zijn lied worden gezongen op het refrein van "van je ras, ras, ras".
- In 2004 nam Wouter De Belder het lied op voor het Kapitein Winokio-project, op de plaat Kapitein Winokio zag een beer.
- In 2008 suggereerde de Vlaamse antropologe Marita de Sterck dat de tekst een dubbele betekenis zou kunnen hebben. De tekst zou indirect naar geslachtsgemeenschap verwijzen.[5][6] Er zijn historische bronnen die deze speculaties ondersteunen. In de huidige context, waarbij het gezongen wordt door kinderen, wordt het opgevat als onschuldig kinderliedje, maar dat was het oorspronkelijk waarschijnlijk niet.[7]